# Nouba
La nouba és un gènere musical trobat al Marroc, Algèria, Tunísia i Líbia, que té els seus orígens a la música d'Andalusia. El nom nouba va reemplaçar el terme sawt, i significa "esperar el seu torn" en àrab, pel fet que el músic esperava el seu torn rere una cortina. Les cançons són cantades per un solista o per un cor a l'uníson. Les lletres provenen de les moaixakhes o zajals, formes poètiques en àrab clàssic i col·loquial, respectivament. La veu s'acompanya per diversos instruments, incloent-hi l'ud, el rabab o el rebec, el ney, el qanun, el riq i la darbukka. Els instrumentistes també fan de cor.
Les ciutats del nord d'Àfrica han heretat un estil musical més propi de Granada.. Al Marroc, el terme gharnati (granadí) designa un estil musical diferent anomenat "Tarab Al Ala", que es va originar a Còrdova i València.